# Kabinet-Koizumi I
Het kabinet–Koizumi I (Japans: 第1次小泉内閣) was de regering van het Keizerrijk Japan van 26 april 2001 tot 20 november 2003.

## Kabinet–Koizumi I (2001–2003)
| Ambtsbekleder                          | Ambtsbekleder       | Ambtsbekleder                            | Functie                                                           | Ambtstermijn      | Ambtstermijn      | Partij |
| -------------------------------------- | ------------------- | ---------------------------------------- | ----------------------------------------------------------------- | ----------------- | ----------------- | ------ |
|                                        | Junichiro Koizumi   | Junichiro Koizumi 小泉純一郎 (1942)      | Premier                                                           | 26 april 2001     | 26 september 2006 | LDP    |
|                                        | Yasuo Fukuda        | Yasuo Fukuda 福田康夫 (1936)             | Secretaris- generaal                                              | 27 oktober 2000   | 8 mei 2004        | LDP    |
|                                        | Toranosuke Katayama | Toranosuke Katayama 片山虎之助 (1935)    | Minister van Binnenlandse Zaken en Communicatie                   | 5 januari 2001    | 22 september 2003 | LDP    |
|                                        | Taro Aso            | Taro Aso 麻生太郎 (1940)                 | Minister van Binnenlandse Zaken en Communicatie                   | 22 september 2003 | 31 oktober 2005   | LDP    |
|                                        | Makiko Tanaka       | Makiko Tanaka 田中眞紀子 (1944)          | Minister van Buitenlandse Zaken                                   | 26 april 2001     | 30 januari 2002   | LDP    |
|                                        | Junichiro Koizumi   | Junichiro Koizumi 小泉純一郎 (1942)      | Minister van Buitenlandse Zaken                                   | 30 januari 2002   | 1 februari 2002   | LDP    |
|                                        | Yoriko Kawaguchi    | Yoriko Kawaguchi 川口順子 (1941)         | Minister van Buitenlandse Zaken                                   | 1 februari 2002   | 27 september 2004 | LDP    |
|                                        | Masajuro Shiokawa   | Masajuro Shiokawa 塩川正十郎 (1921–2015) | Minister van Financiën                                            | 26 april 2001     | 22 september 2003 | LDP    |
|                                        | Sadakazu Tanigaki   | Sadakazu Tanigaki 谷垣禎一 (1945)        | Minister van Financiën                                            | 22 september 2003 | 26 september 2006 | LDP    |
|                                        | Mayumi Moriyama     | Mayumi Moriyama 森山眞弓 (1927–2021)     | Minister van Justitie                                             | 26 april 2001     | 22 september 2003 | LDP    |
|                                        | Daizo Nozawa        | Daizo Nozawa 野沢太三 (1933)             | Minister van Justitie                                             | 22 september 2003 | 27 september 2004 | LDP    |
|                                        | Takeo Hiranuma      | Takeo Hiranuma 平沼赳夫 (1939)           | Minister van Economische Zaken                                    | 5 januari 2001    | 22 september 2003 | LDP    |
|                                        | Shoichi Nakagawa    | Shoichi Nakagawa 中川昭一 (1953–2009)    | Minister van Economische Zaken                                    | 22 september 2003 | 31 oktober 2005   | LDP    |
|                                        | Chikara Sakaguchi   | Chikara Sakaguchi 坂口力 (1934)          | Minister van Volksgezondheid, Arbeid en Welzijn                   | 5 januari 2001    | 27 september 2004 | NKP    |
|                                        | Toyama Atsuko       | Toyama Atsuko 遠山敦子 (1938)            | Minister van Onderwijs, Cultuur, Sport, Wetenschap en Technologie | 26 april 2001     | 22 september 2003 | O      |
|                                        | Takeo Kawamura      | Takeo Kawamura 河村建夫 (1942)           | Minister van Onderwijs, Cultuur, Sport, Wetenschap en Technologie | 22 september 2003 | 27 september 2004 | LDP    |
|                                        | Chikage Oogi        | Chikage Oogi 扇千景 (1933)               | Minister van Transport, Infrastructuur en Toerisme                | 5 januari 2001    | 22 september 2003 | NCP    |
|                                        | Nobuteru Ishihara   | Nobuteru Ishihara 石原伸晃 (1957)        | Minister van Transport, Infrastructuur en Toerisme                | 22 september 2003 | 27 september 2004 | LDP    |
|                                        | Tsutomu Takebe      | Tsutomu Takebe 武部勤 (1941)             | Minister van Landbouw, Bosbouw en Visserij                        | 26 april 2001     | 30 september 2002 | LDP    |
|                                        | Tadamori Oshima     | Tadamori Oshima 大島理森 (1946)          | Minister van Landbouw, Bosbouw en Visserij                        | 30 september 2002 | 1 april 2003      | LDP    |
|                                        | Yoshiyuki Kamei     | Yoshiyuki Kamei 亀井善之 (1936–2006)     | Minister van Landbouw, Bosbouw en Visserij                        | 1 april 2003      | 27 september 2004 | LDP    |
|                                        | Yoriko Kawaguchi    | Yoriko Kawaguchi 川口順子 (1941)         | Minister van Milieu                                               | 5 januari 2001    | 1 februari 2002   | LDP    |
|                                        | Hiroshi Oki         | Hiroshi Oki 大木浩 (1927–2015)           | Minister van Milieu                                               | 1 februari 2002   | 30 september 2002 | LDP    |
|                                        | Shunichi Suzuki     | Shunichi Suzuki 鈴木俊一 (1953)          | Minister van Milieu                                               | 30 september 2002 | 22 september 2003 | LDP    |
|                                        | Yuriko Koike        | Yuriko Koike 小池百合子 (1952)           | Minister van Milieu                                               | 22 september 2003 | 26 september 2006 | LDP    |
|                                        | Jin Murai           | Jin Murai 村井仁 (1937)                  | Voorzitter van de Commissie voor Openbare Orde en Veiligheid      | 26 april 2001     | 30 september 2002 | LDP    |
| Minister zonder portefeuille           | Jin Murai           | Jin Murai 村井仁 (1937)                  |                                                                   | 26 april 2001     | 30 september 2002 | LDP    |
| Minister voor Rampen- bestrijding      | Jin Murai           | Jin Murai 村井仁 (1937)                  |                                                                   | 26 april 2001     | 30 september 2002 | LDP    |
|                                        | Sadakazu Tanigaki   | Sadakazu Tanigaki 谷垣禎一 (1945)        | Voorzitter van de Commissie voor Openbare Orde en Veiligheid      | 30 september 2002 | 22 september 2003 | LDP    |
| Minister zonder portefeuille           | Sadakazu Tanigaki   | Sadakazu Tanigaki 谷垣禎一 (1945)        |                                                                   | 30 september 2002 | 22 september 2003 | LDP    |
|                                        | Kiyoko Ono          | Kiyoko Ono 小野清子 (1936–2021)          | Voorzitter van de Commissie voor Openbare Orde en Veiligheid      | 22 september 2003 | 27 september 2004 | LDP    |
| Minister zonder portefeuille           | Kiyoko Ono          | Kiyoko Ono 小野清子 (1936–2021)          |                                                                   | 22 september 2003 | 27 september 2004 | LDP    |
|                                        | Hakuo Yanagisawa    | Hakuo Yanagisawa 柳沢伯夫 (1935)         | Minister voor Financiële Diensten                                 | 5 januari 2001    | 30 september 2002 | LDP    |
|                                        | Heizo Takenaka      | Heizo Takenaka 竹中平蔵 (1951)           | Minister voor Financiële Diensten                                 | 30 september 2002 | 31 oktober 2005   | LDP    |
| Minister voor Economische Betrekkingen | Heizo Takenaka      | Heizo Takenaka 竹中平蔵 (1951)           | 26 april 2001                                                     |                   | 31 oktober 2005   | LDP    |
|                                        | Gen Nakatani        | Gen Nakatani 中谷元 (1957)               | Directeur- generaal van de JSDF                                   | 26 april 2001     | 30 september 2002 | LDP    |
|                                        | Shigeru Ishiba      | Shigeru Ishiba 石破茂 (1957)             | Directeur- generaal van de JSDF                                   | 30 september 2002 | 27 september 2004 | LDP    |